# Giorgio Cecchetti
Giorgio Cecchetti (ur. 11 września 1944) – sanmaryński narciarz alpejski, uczestnik Zimowych Igrzysk Olimpijskich 1976 w Innsbrucku.

## Wyniki olimpijskie
| Igrzyska       | Konkurencja            | Czas    | Wynik |
| -------------- | ---------------------- | ------- | ----- |
| Innsbruck 1976 | slalom gigant mężczyzn | 5:18.17 | 51.   |